# Декора (Айова)
Декора (англ. Decorah) — місто (англ. city) в США, в окрузі Віннешік штату Айова. Населення — 7587 осіб (2020).

## Географія
Декора розташована за координатами 43°18′6″ пн. ш. 91°47′5″ зх. д. / 43.30167° пн. ш. 91.78472° зх. д. (43.301618, -91.784750).  За даними Бюро перепису населення США в 2010 році місто мало площу 18,23 км², з яких 18,16 км² — суходіл та 0,06 км² — водойми.

## Демографія
Згідно з переписом 2010 року, у місті мешкало 8127 осіб у 2855 домогосподарствах у складі 1527 родин. Густота населення становила 446 осіб/км².  Було 3121 помешкання (171/км²).
Расовий склад населення:
| - 94,6 % — білих - 2,2 % — азіатів - 1,5 % — чорних або афроамериканців |

До двох чи більше рас належало 1,0 %. Частка іспаномовних становила 2,0 % від усіх жителів.
За віковим діапазоном населення розподілялося таким чином: 14,3 % — особи молодші 18 років, 67,0 % — особи у віці 18—64 років, 18,7 % — особи у віці 65 років та старші. Медіана віку мешканця становила 29,6 року. На 100 осіб жіночої статі у місті припадало 85,5 чоловіків;  на 100 жінок у віці від 18 років та старших — 83,5 чоловіків також старших 18 років.
Середній дохід на одне домашнє господарство  становив 61 459 доларів США (медіана — 50 388), а середній дохід на одну сім'ю — 73 785 доларів (медіана — 67 734). Медіана доходів становила 42 860 доларів для чоловіків та 35 859 доларів для жінок. За межею бідності перебувало 12,1 % осіб, у тому числі 12,5 % дітей у віці до 18 років та 13,6 % осіб у віці 65 років та старших.
Цивільне працевлаштоване населення становило 4841 осіб. Основні галузі зайнятості: освіта, охорона здоров'я та соціальна допомога — 49,0 %, роздрібна торгівля — 9,5 %, мистецтво, розваги та відпочинок — 8,8 %.